# Paradise (Nouvelle-Zélande)
Paradise est une localité rurale dans la région d’Otago, située dans l’Île du Sud de la Nouvelle-Zélande.

## Situation
Elle est localisée sur le côté est de la rivière Dart à la tête du lac Wakatipu, tout près de la ville de Glenorchy.

## Activité économique
La zone environnante est utilisée surtout pour l’élevage des moutons et du bétail.
La localité a aussi été utilisée pour y tourner des films et des émissions de télévision.

## Arts, divertissements, et médias

### Films
- La localité a été le lieu du tournage de la trilogie du Seigneur des Anneaux, où elle représentait Parth Galen et une partie de la Lothlórien, spécifiquement dans la zone où les compagnons pénètrent pour la première fois.
- Elle fut aussi utilisée dans la trilogie du film The Hobbit, pour les scènes en extérieur de la maison de Beorn.

### Télévision
- La localité a aussi été utilisée comme décor de la plupart des mini-séries de la BBC Top of the Lake, bien que les tournages ultérieurs prirent place plus volontiers à proximité de Glenorchy en août 2015.

## Toponymie
A.W. Reed rapporte que la localité fut la première connue comme Paradise Flat.
C'est un point de vue qui est populaire (mais pas universellement acceptée), qui attribue le nom à l’abondance de Tadornes de paradis. 
Une autre thèse, supportée en 1860 par Alfred Duncan dans son article Paradise and the Maori publié dans le Lake Wakatip Mail, suggère que la région a été ainsi nommée en raison de sa beauté